# Beatrice (Alabama)
Beatrice és una població dels Estats Units a l'estat d'Alabama. Segons el cens del 2007 tenia 389 habitants.

## Demografia
Segons el cens del 2000, Beatrice tenia 412 habitants, 158 habitatges, i 106 famílies. La densitat de població era de 117,8 habitants/km².
Dels 158 habitatges en un 32,9% hi vivien nens de menys de 18 anys, en un 36,1% hi vivien parelles casades, en un 25,3% dones solteres, i en un 32,3% no eren unitats familiars. En el 29,7% dels habitatges hi vivien persones soles el 18,4% de les quals corresponia a persones de 65 anys o més que vivien soles. El nombre mitjà de persones vivint en cada habitatge era de 2,61 i el nombre mitjà de persones que vivien en cada família era de 3,17.
Per edats la població es repartia de la següent manera: un 28,9% tenia menys de 18 anys, un 9,7% entre 18 i 24, un 20,6% entre 25 i 44, un 21,4% de 45 a 60 i un 19,4% 65 anys o més.
L'edat mediana era de 38 anys. Per cada 100 dones hi havia 89 homes. Per cada 100 dones de 18 o més anys hi havia 84,3 homes.
La renda mediana per habitatge era de 15.833 $ i la renda mediana per família de 15.625 $. Els homes tenien una renda mediana de 30.417 $ mentre que les dones 15.469 $. La renda per capita de la població era de 8.661 $. Aproximadament el 39,6% de les famílies i el 44,4% de la població estaven per davall del llindar de pobresa.

## Poblacions més properes
El següent diagrama mostra les poblacions més properes.